# فيدير بوهاتيرتشوك
فيدير بارفينوفيتش بوهاتيرتشوك (27 نوفمبر 1892 - 4 سبتمبر 1984) كان لاعب شطرنج أوكراني كندي ودكتور في الطب (أخصائي أشعة) وناشط سياسي وكاتب.

## الشطرنج الروسي والأوكراني والسوفيتي

### بدايات الشطرنج، التدريب على يد شيغورين
في شبابه، سافر بوهاتيرتشوك في بعض الأحيان إلى بطولات الشطرنج مع اللاعب الكبير ميخائيل شيغورين (1850-1908)، الذي خسر في عام 1892 بصعوبة مباراةً في بطولة العالم أمام ويليام شتاينيتز. درّب شيغورين اللاعب الشاب، وأثر في أسلوبه وافتتاحياته في اللعب.
في عام 1911، فاز بوهاتيرتشوك ببطولة مدينة كييف، وتبعه ستيفان إيزبينسكي و يفيم بغولوبوف وغيرهما. في عام 1912، احتل المركز الثالث في بطولة عموم روسيا. في فبراير 1914، خسر مباراة استعراضية ضد خوزيه راؤول كابابلانكا في كييف. في عام 1914، حصل على المركز الثالث في كييف.

### تدريبه في مانهايم
في يوليو/أغسطس 1914، حقق تعادلًا مع المركز السادس-العاشر في مانهايم (المؤتمر التاسع عشر للاتحاد الألماني للشطرنج، هاوبتورنييه أ، أو المجموعة الثانية في هذا الحدث). كان بوهاتيرتشوك جزءًا من مجموعة، بالإضافة إلى عشرة لاعبين روس آخرين من بطولة مانهايم المتوقفة، احتجزتها ألمانيا بعد إعلان الحرب ضد روسيا، لتبدأ بعدها الحرب العالمية الأولى. في سبتمبر 1914، أُطلق سراح بوهاتيرتشوك وثلاثة آخرين (ألكسندر أليخين وبيتر بتروفيتش سابوروف وإن. كوبلمان) وسُمح لهم بالعودة إلى ديارهم. أكد بعض الكتاب أن أليخين استخدم نفوذ عائلته لترتيب ذلك الأمر؛ فقد كان والده الثري عضوًا في مجلس الدوما التابع للتسار نيكولاس الثاني في ذلك الوقت. في طريق العودة إلى روسيا، عبر سويسرا، قضى بوهاتيرتشوك وأليخين نحو شهر في جنوة بإيطاليا في انتظار وصول وسيلة نقل، ولعبا أكثر من مائة مباراة ضد بعضهما البعض. صرّح بوهاتيرتشوك فيما بعد قائلًا: «لا شك أن الإقامة القسرية في جنوة قد أفادتني في تطوير لعبة الشطرنج أكثر من المباريات التي لعبتها في السنوات اللاحقة مع خصوم عاديين».

### المدرسة الثانوية والأسرة والتعليم الطبي والخدمة العسكرية
أكمل بوهاتيرتشوك دراسته الثانوية في عام 1912. التحق بجامعة كييف في ذلك العام لدراسة الطب، وخدم في الجيش الروسي، في الفيلق الطبي، خلال الحرب العالمية الأولى.
تزوج أولغا زيكينا (1892-1990) بحلول عام 1915؛ وأنجبا ابنة واحدة هي الطبيبة تمارا جيليتسكي (1917-1998).
تخرج في النهاية أخصائي أشعة محترف، والذي كان تخصصًا ناشئًا في ذلك الوقت؛ وأكمل تأهيله في عام 1940.
خلال الحرب الأهلية الروسية، 1917-1922، عمل في مستشفى عسكري، وكان أستاذًا للتشريح في معهد التربية البدنية والرياضة في كييف.

### التعاون مع القوات الروسية المعادية للشيوعية خلال الحرب العالمية الثانية
أُعير بوهاتيرتشوك بصفته أخصائي أشعة إلى منشأة أبحاث طبية ألمانية عندما سقطت كييف في أيدي الفيرماخت في سبتمبر 1941.
خلال الحرب العالمية الثانية، كان رئيسًا لجمعية الصليب الأحمر الأوكرانية ومعهد الطب التجريبي. خلال عمله مع الصليب الأحمر، قام بوهاتيرتشوك بالكثير لمساعدة أسرى الحرب السوفييت المحتجزين في المعسكرات الألمانية في ظروف قاسية للغاية. أغضبت هذه الأنشطة الألمان، وفي فبراير 1942، أُلقي القبض على بوهاتيرتشوك وقضى نحو شهر في معتقل غيستابو في كييف. توجد أيضًا معلومات تفيد بأنه في أثناء عمله في معهد الطب التجريبي، تستر بوهاتيرتشوك على موظفة يهودية (شقيقة المعلم بوريس راتنر من كييف)، وبذلك أنقذها من الإعدام أو الترحيل إلى معسكر اعتقال.